# 零场分裂
零场分裂 (ZFS)描述了分子或离子由于存在超过一个的未配对电子而产生的能级间的各种相互作用。在量子力学的一个能级被称为简并，如果它对应两个或更多的可测量子态。 在存在磁场的情况下 塞曼效果 会导致简并能级分裂。在存在多个未成对电子时，电子间相互作用会导致产生两个或更多的能级。零场分裂是指在没有磁场的情况下的能级分裂。电子自旋共振谱 和磁场效应很好的证明了零场分裂是导致许多材料磁场特性的原因。
经典的情况下，对于三自旋系统，即S=1的系统。 在存在磁场的时候，自旋量子数 (MS=0,±1)不同的量子态会由于塞曼效应而分裂。 没有磁场时，这三个量子态拥有一样的能量。 然而，在考虑电子间相互作用的情况下，这三个能级仍会产生分裂。 这是零场分裂的一个列子，分裂的程度由系统的对称性来决定。

## 量子力学表述
相应的 哈密顿算符 可以写为：
{\displaystyle {\hat {\mathcal {H}}}=D\left(S_{z}^{2}-{\frac {1}{3}}S(S+1)\right)+E(S_{x}^{2}-S_{y}^{2})}
其中S为总 自旋量子数， {\displaystyle S_{x,y,z}} 是自旋矩阵。ZFS的参数常常由D和E的参数来定义。 D描述的轴向的 磁偶极作用，E则是横向的部分。 D的值已经通过大量的 有机双自由基的EPR 测量获得。 这个值也可以从其他磁场测量方式获得，比如SQUID。但是，大多数情况下EPR能提供更加精确的结果。

### 代数推导
对应的哈密顿顿算符可以写成 {\displaystyle {\hat {\mathcal {H}}}_{D}=\mathbf {SDS} }。 {\displaystyle \mathbf {D} } 描述了两个非成对电子间的自旋相互作用({\displaystyle S_{1}} 和 {\displaystyle S_{2}})。 {\displaystyle S} 是总旋： {\displaystyle S=S_{1}+S_{2}}， {\displaystyle \mathbf {D} } 是一个可对角化的对称的无迹矩阵(其它时 {\displaystyle \mathbf {D} } 来自偶极互动)。
| {\displaystyle \mathbf {D} ={\begin{pmatrix}D_{xx}&0&0\\0&D_{yy}&0\\0&0&D_{zz}\end{pmatrix}}} |  | 1 |

{\displaystyle \mathbf {D} } 是无痕的({\displaystyle D_{xx}+D_{yy}+D_{zz}=0}条)。 简化定义 {\displaystyle D_{j}} 为 {\displaystyle D_{jj}}， 哈密顿算符变成：
| {\displaystyle {\hat {\mathcal {H}}}_{D}=D_{x}S_{x}^{2}+D_{y}S_{y}^{2}+D_{z}S_{z}^{2}} |  | 2 |

接下来要用平均值和标准差{\displaystyle \Delta }来表达 {\displaystyle D_{x}S_{x}^{2}+D_{y}S_{y}^{2}} ，
| {\displaystyle D_{x}S_{x}^{2}+D_{y}S_{y}^{2}={\frac {D_{x}+D_{y}}{2}}(S_{x}^{2}+S_{y}^{2})+\Delta } |  | 3 |

为了计算均值和标准差 {\displaystyle \Delta } ，重排公式(3):
| {\displaystyle {\begin{aligned}\Delta &={\frac {D_{x}-D_{y}}{2}}S_{x}^{2}+{\frac {D_{y}-D_{x}}{2}}S_{y}^{2}\\&={\frac {D_{x}-D_{y}}{2}}(S_{x}^{2}-S_{y}^{2})\end{aligned}}} |  | 4 |

通过插入(4)和(3)到(2)得到：
| {\displaystyle {\begin{aligned}{\hat {\mathcal {H}}}_{D}&={\frac {D_{x}+D_{y}}{2}}(S_{x}^{2}+S_{y}^{2})+{\frac {D_{x}-D_{y}}{2}}(S_{x}^{2}-S_{y}^{2})+D_{z}S_{z}^{2}\\&={\frac {D_{x}+D_{y}}{2}}(S_{x}^{2}+S_{y}^{2}+S_{z}^{2}-S_{z}^{2})+{\frac {D_{x}-D_{y}}{2}}(S_{x}^{2}-S_{y}^{2})+D_{z}S_{z}^{2}\end{aligned}}} |  | 5 |

请注意，公式(5)第二行 {\displaystyle S_{z}^{2}-S_{z}^{2}} 被加入。 这样我们就能利用 {\displaystyle S_{x}^{2}+S_{y}^{2}+S_{z}^{2}=S(S+1)} 。根据 {\displaystyle \mathbf {D} } 是无迹矩阵({\displaystyle {\frac {1}{2}}D_{x}+{\frac {1}{2}}D_{y}=-{\frac {1}{2}}D_{z}})，式(5)简化为：
| {\displaystyle {\begin{aligned}{\hat {\mathcal {H}}}_{D}&=-{\frac {D_{z}}{2}}S(S+1)+{\frac {1}{2}}D_{z}S_{z}^{2}+{\frac {D_{x}-D_{y}}{2}}(S_{x}^{2}-S_{y}^{2})+D_{z}S_{z}^{2}\\&=-{\frac {D_{z}}{2}}S(S+1)+{\frac {3}{2}}D_{z}S_{z}^{2}+{\frac {D_{x}-D_{y}}{2}}(S_{x}^{2}-S_{y}^{2})\\&={\frac {3}{2}}D_{z}\left(S_{z}^{2}-{\frac {S(S+1)}{3}}\right)+{\frac {D_{x}-D_{y}}{2}}(S_{x}^{2}-S_{y}^{2})\end{aligned}}} |  | 6 |

通过引入参数D和E，式(6)变为：
| {\displaystyle {\hat {\mathcal {H}}}_{D}=D\left(S_{z}^{2}-{\frac {1}{3}}S(S+1)\right)+E(S_{x}^{2}-S_{y}^{2})} |  | 7 |

{\displaystyle D={\frac {3}{2}}D_{z}} ， {\displaystyle E={\frac {1}{2}}\left(D_{x}-D_{y}\right)} 是(可测)零场分割的值。

## 拓展阅读
- Principles of electron spin resonance: By N M Atherton. pp 585. Ellis Horwood PTR Prentice Hall. 1993 ISBN 0-137-21762-5
- Christle, David J.; et, al. . Nature Materials. 2015, 14 (6): 160–163  [June 27, 2014]. Bibcode:2015NatMa..14..160C. PMID 25437259. arXiv:1406.7325 . doi:10.1038/nmat4144.
- Widmann, Matthias; et, al. . Nature Materials. 2015, 14 (6): 164–168  [June 29, 2014]. Bibcode:2015NatMa..14..164W. PMID 25437256. arXiv:1407.0180 . doi:10.1038/nmat4145. （原始内容存档于2017-05-02）.